# 제2극동전선군
제2극동전선군(2-й Дальневосточный фронт)은 서구의 군집단과 같은 규모인 소련 육군의 전선군 중 하나였다. 이 군단은 만주 전략공세작전 직전에 창설되어 1945년 8월 5일 임무를 시작했으며 같은 해 10월 1일 해산되었다.

## 역사
창설된 직후 제2극동전선군은 일본 제국의 제1방면군과 제5방면군, 제4군을 상대하라는 임무를 받았다. 제2극동전선군이 상대해야 할 일본군은 만주, 사할린섬, 그리고 쿠릴 열도에 주둔하고 있었다. 만주에서는 전선군이 아무르강과 우수리강을 건너 일본군의 저항을 무력화하는데 성공했다. 8월 20일 전선군의 제15군이 하얼빈을 점령했으며, 이후 제2적기군이 칼로찬과 륜츠전 지역에 입성했다. 제15군은 이 사이에 산신 군을 점령했고, 제5소총군단은 볼리 지역에 입성했다. 대부분의 일본군은 8월 20일 이후 소련군에 항복하기 시작했다.
한편 8월 11일, 제16군은 남부 사할린에 공세를 가해 8월 18일까지 섬의 대부분을 점령했다. 8월 19일부터 25일까지 제16군은 홀름스크 항구에서 상륙작전을 개시하였고 코르사코프에서 공정작전과 상륙작전을 동시에 수행했다. 8월 25일 소련군은 사할린의 행정중심지인 유즈노사할린스크를 점령했다. 9월 초 일본군의 저항은 끝났지만 소련군의 침공이 지연되어 일본 본토에 위치한 홋카이도 침공 계획은 실현될 수 없었다. 한편 제101소총사단은 쿠릴 열도를 점령했다.
1945년 10월 1일, 스타프카 VGK의 지시로 전선군은 해산되어 극동군관구로 재조직되었다.

## 1945년 8월 구성부대
제2극동전선군은 1945년 8월 9일에 아래와 같은 예하부대로 구성되어 있었다.
- 제2적기군
- 제5소총군단
- 제15군
- 제16군
- 제10항공군
- 캄차카 방어군단
  - 제101소총사단
- 아무르 군사전단
- 북태평양 전단

## 같이 보기
- 극동전선군